# Larmor-Baden
Larmor-Baden település Franciaországban, Morbihan megyében. Lakosainak száma 891 fő (2022. január 1.). Larmor-Baden Baden községgel határos.

## Népesség
A település népességének változása:
| Lakosok száma | 739  | 811  | 816  | 847  | 907  | 907  | 887  | 874  | 869  | 891  |
|               | 1968 | 1982 | 1990 | 2006 | 2013 | 2015 | 2017 | 2019 | 2020 | 2022 |